# Calceolaria utricularioides
Calceolaria utricularioides är en toffelblomsväxtart som beskrevs av William Jackson Hooker och George Bentham. Calceolaria utricularioides ingår i släktet toffelblommor, och familjen toffelblomsväxter. Inga underarter finns listade i Catalogue of Life.